# Fangatau
Fangatau è un atollo appartenente al gruppo delle isole Tuamotu nella Polinesia francese.
La terra più vicina è l'atollo di Fakahina, che si trova 72 km a est-sudest.
Questo piccolo atollo ha una forma allungata. La sua lunghezza è di 8 km, e la larghezza massima di 3,5 km. La sua barriera corallina racchiude completamente la sua laguna. Possedeva 121 abitanti nel 2007. Teana è la località principale.

## Storia
Il primo contatto europeo avvenne con l'esploratore oceanico russo Fabian Gottlieb von Bellingshausen il 10 luglio 1820 a bordo delle navi Mirni e Vostok. Ribattezzò questo atollo Arakcheev.
Vi è un campo d'aviazione inaugurato nel 1978.